# Enicosanthum merguiense
Enicosanthum merguiense là loài thực vật có hoa thuộc họ Na. Loài này được (Chatterjee) J.Sinclair mô tả khoa học đầu tiên năm 1953.